# Time on Earth
Time on Earth è il quinto album in studio del gruppo musicale rock australiano Crowded House, pubblicato nel 2007.

## Tracce
1. Nobody Wants to – 4:10
2. Don't Stop Now – 3:54
3. She Called Up – 2:53
4. Say That Again – 5:21
5. Pour Le Monde – 5:10
6. Even a Child – 3:57
7. Heaven That I'm Making – 3:56
8. A Sigh – 3:17
9. Silent House – 5:52
10. English Trees – 3:43
11. Walked Her Way Down – 3:43
12. Transit Lounge – 4:25
13. You Are the One to Make Me Cry – 3:43
14. People Are Like Suns – 3:52

## Formazione
- Neil Finn - voce, chitarra, piano, wurlitzer, vibrafono
- Nick Seymour - basso, cori, autoharp
- Mark Hart - chitarre, tastiere, voce, piano
- Matt Sherrod - batteria, cori

## Classifiche
| Classifica (2007) | Posizione raggiunta |
| ----------------- | ------------------- |
| Australia         | 1                   |
| Nuova Zelanda     | 2                   |
| Regno Unito       | 3                   |
| Stati Uniti       | 46                  |